# Анна Мария фон Лихтенщайн
Анна Мария Антония фон Лихтенщайн (на немски: Anna Maria Antonie von Liechtenstein; * 21 октомври 1699, Виена; † 20 януари 1753, Виена) е принцеса от Лихтенщайн и чрез женитби графиня на Тун и Хоенщайн в Тирол и княгиня на Лихтенщайн (1748 – 1753).

## Произход
Тя е дъщеря на княз Антон Флориан фон Лихтенщайн (1656 – 1721) и съпругата му графиня Елеонора Барбара фон Тун-Хоенщайн (1661 -1723), внучка на граф Йохан Зигизмунд фон Тун и Хоенщайн (1594 – 1646), дъщеря на граф Михаел Освалд фон Тун-Хоенщайн (1631 – 1694) и първата му съпруга графиня Елизабет фон Лодрон († 1688).

## Фамилия
Първи брак: на 9 септември 1716 г. с братовчед си граф Йохан Ернст Йозеф Кайетан фон Тун и Хоенщайн (* 11 януари 1694, Виена; † 20 март 1717, Прага), внук на граф Йохан Зигизмунд фон Тун и Хоенщайн (1594 – 1646), син на граф Максимилиан фон Тун-Хоенщайн (1638 – 1701) и графиня Мария Аделхайд фон Прайзинг. Бракът е бездетен.
Втори брак: на 19 април 1718 г. с братовчед си Йозеф Венцел I фон Лихтенщайн (* 9 август 1696, Прага; † 10 февруари 1772, Виена), княз (1748 – 1772), син на императорския генерал княз Филип Еразмус фон Лихтенщайн (1664 – 1704) и графиня Кристина Тереза фон Льовенщайн-Вертхайм-Рошфор (1665 – 1730). Те имат пет деца, които умират малки:
- Филип Антон Ксавер Йозеф Освалд (* 6 август 1719; † 14 април 1723)
- Филип Антон (* 1720; † 15 април 1723)
- Филип Ернст (* 10 декември 1722; † 12 април 1723)
- Мария Александра († млада)
- Мария Елизабет († млада)